# Ecclesiam suam
Ecclesiam suam é uma encíclica do Papa Paulo VI sobre a Igreja Católica, apresentada em São Pedro, Roma, na Festa da Transfiguração, em 6 de agosto de 1964, segundo ano de seu pontificado. É considerado um documento importante, que identificou a Igreja Católica com o Corpo de Cristo. Um documento posterior do Conselho, Lumen gentium, declarou que a Igreja subsiste no Corpo de Cristo, levantando questões sobre a diferença entre ser e subsistir.
O Papa Paulo chamou a Igreja fundada por Jesus Cristo como mãe amorosa de todos os homens. À luz do Concílio Vaticano em andamento, ele não queria oferecer novas idéias ou definições doutrinárias. Ele pediu um autoconhecimento, renovação e diálogo mais profundos. Ele também percebeu que a própria Igreja foi tragada e abalada por uma onda de mudanças e foi profundamente afetada pelo clima do mundo. Ele cita a encíclica Mystici corporis do papa Pio XII, como um documento chave: considere, então, este esplêndido enunciado de Nosso antecessor:
- "A doutrina do Corpo Místico de Cristo, que é a Igreja, uma doutrina revelada originalmente dos lábios do próprio Redentor, e tornando manifesto o benefício inestimável de nossa união mais íntima com uma Cabeça tão augusta, tem um esplendor superável que elogia para a meditação de todos os que são movidos pelo Espírito divino, e com a luz que derrama sobre suas mentes, é um poderoso estímulo à conduta salutar que ele ordena. "[4]

Paulo VI considera Mystici Corporis, a doutrina da Igreja como Corpo Místico de Cristo, oportuno, urgente e relevante para as necessidades da Igreja em seus dias. Uma compreensão mais rica do Corpo Místico resultará em uma melhor visão de seu significado teológico e espiritual.
Essa declaração foi importante, quando o Concílio definiu a Igreja para subsistir no Corpo de Cristo, em vez de ser o Corpo de Cristo, como Pio XII e todos os papas antes dele haviam ensinado. Uma reversão potencial de um ensinamento vital do atual Papa Paulo VI seria certamente observada dentro e fora da Igreja na época. Portanto, a frase "subsiste" no Vaticano II é interpretada como não prejudicando a identidade da "Igreja de Cristo" e da "Igreja Católica". João XXIII argumentou esse ponto, quando abriu o Vaticano II: "O Concílio ... deseja transmitir a doutrina católica, inteira e inteira, sem alteração ou desvio". O papa Paulo VI, que em Ecclesiam suam havia apoiado a interpretação de Pio XII, reivindicou também total identidade do antigo com o novo: "Não há melhor comentário a fazer do que dizer que esta promulgação realmente não muda nada da doutrina tradicional.
O que Cristo quis, nós também desejaremos.
O que foi, ainda é.
O que a Igreja ensinou ao longo dos séculos também ensinamos. "
Em Ecclesiam suam, Paulo VI convidou Igrejas separadas para a unidade, afirmando que o papado continuado é essencial para qualquer unidade, porque sem ela, nas palavras de Jerônimo: "Haverá tantos cismas na Igreja quanto sacerdotes". Nesta encíclica, Paulo VI tentou apresentar os ensinamentos marianos da Igreja em vista de sua nova orientação ecumênica. Ecclesiam suam chamou a Virgem Maria do ideal de perfeição cristã. O Papa Paulo VI considerava "a devoção à Mãe de Deus como de suma importância para viver a vida do Evangelho".